# 懷特斯塔爾 (肯塔基州)
懷特斯塔爾（英語：White Star）是位於美國肯塔基州哈倫縣的一個鬼鎮。

## 地理
懷特斯塔爾所處的海拔為高於海平面389米（即1276英呎），而該地所採用的時區為UTC-5，即北美東部時區（EST）。同時該地設有夏令時間，為UTC-5調快一小時，即UTC-4（EDT）。